# Gina Manès
Gina Manès, nata Blanche Moulin (Parigi, 7 aprile 1893 – Tolosa, 6 settembre 1989), è stata un'attrice francese.

## Filmografia parziale
- L'auberge rouge, regia di Jean Epstein (1923)
- Coeur fidèle, regia di Jean Epstein (1923)
- Napoleone (Napoléon vu par Abel Gance), regia di Abel Gance (1927)
- Teresa Raquin (Thérèse Raquin), regia di Jacques Feyder (1928)
- Il cerchio della morte (Die Todesschleife), regia di Arthur Robison (1928)
- Quartiere latino (Quartier Latin), regia di Augusto Genina (1929)
- Il delitto della villa (La tête d'un homme), regia di Julien Duvivier (1933)
- Divine, regia di Max Ophüls (1935)
- Mayerling, regia di Anatole Litvak (1936)
- Il capitano Mollenard (Mollenard), regia di Robert Siodmak (1938)
- La casa del Maltese (La maison du Maltais), regia di Pierre Chenal (1938)
- L'isola dei coralli (Le récif de corail), regia di Maurice Gleize (1939)
- Les caves du Majestic, regia di Richard Pottier (1945)
- Il carnet del maggiore Thompson (Les carnets du Major Thompson), regia di Preston Sturges (1955)
- Sarto per signora (Le couturier de ces dames), regia di Jean Boyer (1956)
- Raffiche sulla città (Rafles sur la ville), regia di Pierre Chenal (1958)